# 克沃里希
克沃里希是德国莱茵兰-普法尔茨州的一个市镇。总面积2.31平方公里，总人口334人，其中男性166人，女性168人（2011年12月31日），人口密度145人/平方公里。